# Calophlebia interposita
Calophlebia interposita – gatunek ważki z rodziny ważkowatych (Libellulidae). Endemit Madagaskaru. W bazie World Odonata List takson ten jest obecnie (2025) synonimizowany z Calophlebia karschi.